# Cayla Barnes
Pour les articles homonymes, voir Barnes.
Cayla Barnes (née le 7 janvier 1999 à Eastvale dans l'État de Californie) est une joueuse de hockey sur glace américaine évoluant dans la ligue universitaire en tant que défenseure. Elle a remporté une médaille d'or aux Jeux olympiques de Pyeongchang en 2018. Elle a également représenté les États-Unis dans deux championnat du monde, remportant une médaille d'or.

## Biographie

### En club
Cayla Barnes intègre les Eagles de Boston College lors de la saison 2017-2018, mais ne joue que 5 matchs, étant ensuite intégrée au programme de développement national pour la préparation des Jeux olympiques de Pyeongchang .

### En équipe nationale
Cayla représente l'équipe nationale des États-Unis lors des championnats du monde des moins de 18 ans 2015, 2016 et 2017 où elle remporte trois médailles d'or consécutives. Elle participe également à la Coupe des quatre nations 2017.
En 2018, elle fait partie de la sélection des Jeux Olympiques et remporte une médaille olympique pour sa première participation en équipe sénior. Elle est sélectionnée pour ses premiers championnats du monde sénior en 2019, où elle remporte la médaille d'or et apparaît dans l'équipe type des médias.

## Statistiques

### En club
| Saison      | Équipe                   | Ligue       |    | Saison régulière | Saison régulière | Saison régulière | Saison régulière | Saison régulière |   | Séries éliminatoires | Séries éliminatoires | Séries éliminatoires | Séries éliminatoires | Séries éliminatoires |
| Saison      | Équipe                   | Ligue       | PJ | B                | A                | Pts              | Pun              | PJ               | B | A                    | Pts                  | Pun                  |                      |                      |
| 2017-2018   | Eagles de Boston College | NCAA        | 5  | 0                | 0                | 0                | 4                | -                | - | -                    | -                    | -                    |                      |                      |
| 2018-2019   | Eagles de Boston College | NCAA        | 36 | 4                | 19               | 23               | 44               | -                | - | -                    | -                    | -                    |                      |                      |
| 2019-2020   | Eagles de Boston College | NCAA        | 35 | 6                | 17               | 23               | 40               | -                | - | -                    | -                    | -                    |                      |                      |
| 2020-2021   | Eagles de Boston College | NCAA        | 19 | 4                | 6                | 10               | 14               | -                | - | -                    | -                    | -                    |                      |                      |
| Totaux NCAA | Totaux NCAA              | Totaux NCAA | 95 | 14               | 42               | 56               | 102              | -                | - | -                    | -                    | -                    |                      |                      |

### En équipe nationale
| Année | Équipe              | Compétition                   |   | PJ | B | A | Pts | Pun           |  | Résultat |
| 2015  | États-Unis - 18 ans | Championnat du monde - 18 ans | 5 | 0  | 0 | 0 | 0   | Médaille d'or |  |          |
| 2016  | États-Unis - 18 ans | Championnat du monde - 18ans  | 5 | 0  | 6 | 6 | 2   | Médaille d'or |  |          |
| 2017  | États-Unis - 18 ans | Championnat du monde - 18 ans | 5 | 3  | 3 | 6 | 4   | Médaille d'or |  |          |
| 2018  | États-Unis          | Jeux olympiques               | 5 | 0  | 0 | 0 | 0   | Médaille d'or |  |          |
| 2019  | États-Unis          | Championnat du monde          | 7 | 2  | 4 | 6 | 4   | Médaille d'or |  |          |
| 2021  | États-Unis          | Championnat du monde          | 7 | 0  | 3 | 3 | 0   | Médaille d'or |  |          |

## Honneurs et trophées personnels
- Nommée dans l'équipe type des médias lors des championnats du monde 2019 [3], [4] et dans le top 3 de son équipe.